# Estensione (metafisica)
In filosofia, l'estensione (in greco διάστασις, in latino extensio) è il carattere fondamentale dei corpi fisici, articolati nelle tre dimensioni dello spazio (così Aristotele, Fisica, III, 5, 204b 20).
Anche Guglielmo di Occam aveva individuato l'estensione come attributo fondamentale dei corpi:
In età moderna, Cartesio riprese la nozione aristotelica nei Principia philosophiae (I, 53), sostenendo che l'estensione è "la natura della sostanza materiale, come il pensiero costituisce la natura della sostanza pensante". Spinoza, nell'Ethica (II, 2), interpretò l'estensione, insieme al pensiero, come uno degli infiniti attributi di Dio (cioè della natura). Hobbes (De corpore, 8, 4) identificò l'estensione con lo spazio reale occupato dal corpo, quindi con la grandezza del corpo, distinguendo lo spazio immaginario (vuoto). Per Leibniz (Opere, edizione Erdmann, p. 463), l'estensione è, insieme all'antitipia, uno dei caratteri fondamentali della materia. Nelle modificazioni di questa continuità nello spazio consistono le varietà di grandezza e figura. Anche Locke, come Cartesio, identificava estensione e spazio (Saggio sull'intelletto umano, II, 13, 3).
È con Berkeley che è avviato un processo di riduzione dell'estensione a fenomeno soggettivo (soggettivizzazione). Per Berkeley, l'estensione è un'idea, esistente in quanto percepita (Trattato sui principi della conoscenza umana, I, 9). In linea con Berkeley è Hume (Trattato sulla natura umana, I, 2, 3), che vede nell'estensione null'altro che la copia di un'impressione.
Una soggettivizzazione analoga a quella operata dagli empiristi settecenteschi sul fronte dell'intuizione sensibile è portata avanti dagli idealisti sul fronte della ragione speculativa. Schelling (Sistema dell'idealismo trascendentale, 1800, III, 2, "Deduzione della materia") cerca di dimostrare a priori che la materia è necessariamente estesa secondo tre dimensioni e fa ciò in base al modo di funzionamento della forza di attrazione e repulsione. Tentativi simili sono in Maine de Biran (Essai sur les fondements de la psychologie, in Œuvres, ed. Naville, II, p. 272) e in Bergson (L'evoluzione creatrice, 8ª edizione, 1991, p. 220). Quest'ultimo intende l'estensione come luogo della molteplicità sensoriale opposta alla vita dell'io.
I mutamenti relativi alla nozione di corpo, operati alla luce della nuova teoria della relatività, hanno fatto sì che queste prospettive ottocentesche risultassero superate.